# جيمس جيبسون (سياسي)
جيمس جيبسون (بالإنجليزية: James Gibson)‏ هو قاضي وصحفي ومُحرِّر ومحامي وسياسي أمريكي، ولد في 5 سبتمبر 1816، وتوفي في 1897. حزبياً، نشط في الحزب الجمهوري. وقد انتخب عضو مجلس ولاية نيويورك.